# 尤利乌斯·埃德加·利林菲尔德
尤利乌斯·埃德加·利林菲尔德（Julius Edgar Lilienfeld，（1882年4月18日—1963年8月28日））是一位美国的电气工程师与物理学家，被认为是最早于1925年获得场效应晶体管专利的人。他始终未能基于自己的构想制造出实用的半导体器件。此外，由于他未在学术期刊上发表相关文章，加之当时缺乏高纯度半导体材料，他的场效应晶体管专利并未引起广泛关注，反而对后来的发明者造成了一定混淆。

## 早期生活
利林菲尔德出生于奥匈帝国属地林贝格（今利维夫）的一个犹太家庭。其父为律师齐格蒙德·利林菲尔德（Sigmund Lilienfeld），母亲为莎拉·贾姆波勒·利林菲尔德（Sarah Jampoler Lilienfeld）。

## 教育
利林菲尔德于1899年高中毕业，并于1900年至1904年间在弗里德里希-威廉大学（1949年改名为柏林洪堡大学）学习。1905年2月18日，他获得博士学位。同年，他开始在莱比锡大学物理研究所担任无教席教授。

## 职业
利林菲尔德在莱比锡大学的早期职业生涯中，自1910年起开展了关于金属电极间真空放电现象的重要研究。他的研究重点在于真空制备技术改进后该放电现象的变化。与其他科学家相比，他率先识别出场电子发射是一种独立的物理效应（他称之为“自动电子发射”），并将其作为微型X射线管的电子源用于医学应用很感兴趣。他于1922年首次在英文文献中准确描述了场电子发射的实验现象。该效应后来由拉爾夫·福勒与洛塔尔·沃尔夫冈·诺德海姆于1928年作出理论解释。
1921年，利林菲尔德为推进其专利主张移居美国，并于1926年正式辞去其莱比锡大学教授职务，在美定居。1928年，他开始在莫尔登的Amrad公司工作，该公司后更名为Ergon研究实验室，隶属于Magnavox，于1935年关闭。
在美国，利林菲尔德研究了阳极氧化铝薄膜，并于1931年为电解电容器申请专利，该技术随后被广泛应用于整个20世纪。他还发明了类似场效应晶体管（FET）的器件，并提交多项描述晶体管结构及操作方式的专利，涵盖许多现代晶体管的关键特性。（美国专利#1,745,175于1930年1月28日获批。）当沃尔特·布拉顿、约翰·巴丁与化学家罗伯特·吉布尼尝试为其早期器件申请专利时，许多专利权因利林菲尔德的已有专利而被驳回。
电子撞击金属表面时发出的光辐射被命名为“利林菲尔德辐射”，因其首先在X射线管阳极附近观察到该现象。其机理被归因于金属表面中等离子体的激发。
美国物理学会以利林菲尔德的名字命名其主要奖项之一——利林菲尔德奖。

## 个人生活
利林菲尔德是一位讲德语的阿什肯纳兹犹太人，原为奥匈帝国公民，后来拥有美国和波兰的双重国籍。1926年5月2日，他在纽约市与美国人比阿特丽斯·金斯伯格（Beatrice Ginsburg）结婚。他们居住在马萨诸塞州温彻斯特，当时利林菲尔德是马尔登市Ergon研究实验室的主任，并于1934年成为美国公民。Ergon于1935年关闭后，他与妻子在聖托馬斯島建了一所房子，希望摆脱长期困扰他、与小麦田有关的过敏症。利林菲尔德经常往返于圣托马斯与美国大陆之间，继续测试新想法并申请相关专利。

## 专利
- US 1122011 "Process and apparatus for producing Roentgen rays" filed on 1912-10-02, describing an X-ray tube that produced x-rays from electrons emitted from a hot filament
- US 1218423 "Roentgen ray tube" filed on 1914-04-17, describing a refinement of his earlier X-ray tube that produced x-rays from electrons emitted from a hot filament
- US 1745175 "Method and apparatus for controlling electric current" first filed in Canada on 1925-10-22, describing a field-effect transistor
- US 1900018 "Device for controlling electric current" filed on 1928-03-28, a thin film field-effect transistor
- US 1877140 "Amplifier for electric currents" filed on 1928-12-08, solid state device where the current flow is controlled by a porous metal layer, a solid state version of the vacuum tube
- US 2013564 "Electrolytic condenser" filed on 1931-08-29, describing an electrolytic capacitor

## 相关
- 晶体管的历史（英语：History of the transistor）
- 约翰·伯特兰·约翰逊（英语：John Bertrand Johnson）
- 奥斯卡·海尔